# Wimbledon Championships 1995
Die 109. Wimbledon Championships fanden vom 26. Juni bis zum 9. Juli 1995 in London statt. Ausrichter war der All England Lawn Tennis and Croquet Club.

## Herreneinzel

### Setzliste
| Nr. | Spieler            | Erreichte Runde |
| --- | ------------------ | --------------- |
| 01. | Andre Agassi       | Halbfinale      |
| 02. | Pete Sampras       | Sieg            |
| 03. | Boris Becker       | Finale          |
| 04. | Goran Ivanišević   | Halbfinale      |
| 05. | Michael Chang      | 2. Runde        |
| 06. | Jewgeni Kafelnikow | Viertelfinale   |
| 07. | Wayne Ferreira     | Achtelfinale    |
| 08. | Sergi Bruguera     | Rückzug         |

| Nr. | Spieler          | Erreichte Runde |
| --- | ---------------- | --------------- |
| 09. | Michael Stich    | 1. Runde        |
| 10. | Marc Rosset      | 1. Runde        |
| 11. | Jim Courier      | 2. Runde        |
| 12. | Richard Krajicek | 1. Runde        |
| 13. | Stefan Edberg    | 2. Runde        |
| 14. | Todd Martin      | Achtelfinale    |
| 15. | Andrij Medwedjew | 2. Runde        |
| 16. | Guy Forget       | 2. Runde        |

## Dameneinzel

### Setzliste
| Nr. | Spielerin               | Erreichte Runde |
| --- | ----------------------- | --------------- |
| 01. | Steffi Graf             | Sieg            |
| 02. | Arantxa Sánchez Vicario | Finale          |
| 03. | Conchita Martínez       | Halbfinale      |
| 04. | Jana Novotná            | Halbfinale      |
| 05. | Mary Pierce             | 2. Runde        |
| 06. | Kimiko Date             | Viertelfinale   |
| 07. | Lindsay Davenport       | Achtelfinale    |
| 08. | Gabriela Sabatini       | Viertelfinale   |

| Nr. | Spielerin               | Erreichte Runde |
| --- | ----------------------- | --------------- |
| 09. | Anke Huber              | Achtelfinale    |
| 10. | Natallja Swerawa        | 3. Runde        |
| 11. | Iva Majoli              | 1. Runde        |
| 12. | Amy Frazier             | 2. Runde        |
| 13. | Mary Joe Fernández      | Viertelfinale   |
| 14. | Naoko Sawamatsu         | 3. Runde        |
| 15. | Brenda Schultz-McCarthy | Viertelfinale   |
| 16. | Helena Suková           | 2. Runde        |

## Herrendoppel

### Setzliste
| Nr. | Paarung                         | Erreichte Runde |
| --- | ------------------------------- | --------------- |
| 01. | Jacco Eltingh Paul Haarhuis     | Viertelfinale   |
| 02. | Mark Woodforde Todd Woodbridge  | Sieg            |
| 03. | Grant Connell Patrick Galbraith | 1. Runde        |
| 04. | Byron Black Jonathan Stark      | Achtelfinale    |
| 05. | Jim Grabb Patrick McEnroe       | 1. Runde        |
| 06. | Jared Palmer Richey Reneberg    | Achtelfinale    |
| 07. | Jan Apell Jonas Björkman        | Achtelfinale    |
| 08. | Cyril Suk Daniel Vacek          | 1. Runde        |

| Nr. | Paarung                                | Erreichte Runde |
| --- | -------------------------------------- | --------------- |
| 09. | Tommy Ho Brett Steven                  | 2. Runde        |
| 10. | Trevor Kronemann David Macpherson      | 2. Runde        |
| 11. | Mark Knowles Daniel Nestor             | Halbfinale      |
| 12. | Andrei Olchowski Jan Siemerink         | Viertelfinale   |
| 13. | Alex O’Brien Sandon Stolle             | Achtelfinale    |
| 14. | Marc-Kevin Goellner Jewgeni Kafelnikow | Halbfinale      |
| 15. | Lan Bale John-Laffnie de Jager         | Achtelfinale    |
| 16. | Piet Norval Menno Oosting              | Achtelfinale    |

## Damendoppel

### Setzliste
| Nr. | Paarung                                   | Erreichte Runde |
| --- | ----------------------------------------- | --------------- |
| 01. | Gigi Fernández Natallja Swerawa           | Finale          |
| 02. | Jana Novotná Arantxa Sánchez Vicario      | Sieg            |
| 03. | Steffi Graf Martina Navratilova           | Rückzug         |
| 04. | Lindsay Davenport Lisa Raymond            | 1. Runde        |
| 05. | Meredith McGrath Larisa Neiland           | Halbfinale      |
| 06. | Patty Fendick Mary Joe Fernández          | 1. Runde        |
| 07. | Manon Bollegraf Rennae Stubbs             | Achtelfinale    |
| 08. | Nicole Arendt Pam Shriver                 | Viertelfinale   |
| 09. | Gabriela Sabatini Brenda Schultz-McCarthy | Halbfinale      |

| Nr. | Paarung                              | Erreichte Runde |
| --- | ------------------------------------ | --------------- |
| 10. | Julie Halard Nathalie Tauziat        | Achtelfinale    |
| 11. | Conchita Martínez Patricia Tarabini  | Viertelfinale   |
| 12. | Amanda Coetzer Inés Gorrochategui    | 2. Runde        |
| 13. | Elna Reinach Irina Spîrlea           | Achtelfinale    |
| 14. | Katrina Adams Zina Garrison-Jackson  | Achtelfinale    |
| 15. | Jelena Makarowa Jewgenija Manjukowa  | 1. Runde        |
| 16. | Linda Harvey-Wild Chanda Rubin       | 2. Runde        |
| 17. | Kristie Boogert Nicole Muns-Jagerman | Achtelfinale    |

## Mixed

### Setzliste
| Nr. | Paarung                              | Erreichte Runde |
| --- | ------------------------------------ | --------------- |
| 01. | Larisa Neiland Mark Woodforde        | Halbfinale      |
| 02. | Lindsay Davenport Grant Connell      | Halbfinale      |
| 03. | Martina Navratilova Jonathan Stark   | Sieg            |
| 04. | Gigi Fernández Cyril Suk             | Finale          |
| 05. | Lisa Raymond David Adams             | 1. Runde        |
| 06. | Meredith McGrath Lan Bale            | 1. Runde        |
| 07. | Elna Reinach Patrick Galbraith       | 1. Runde        |
| 08. | Jewgenija Manjukowa Andrei Olchowski | 1. Runde        |

| Nr. | Paarung                               | Erreichte Runde |
| --- | ------------------------------------- | --------------- |
| 09. | Mary Joe Fernández Sandon Stolle      | Viertelfinale   |
| 10. | Nicole Bradtke Brett Steven           | Achtelfinale    |
| 11. | Manon Bollegraf John Fitzgerald       | 1. Runde        |
| 12. | Natallja Swerawa Rick Leach           | Achtelfinale    |
| 13. | Kristie Boogert Menno Oosting         | 2. Runde        |
| 14. | Brenda Schultz-McCarthy Murphy Jensen | 2. Runde        |
| 15. | Nicole Arendt Greg Van Emburgh        | 1. Runde        |
| 16. | Rachel McQuillan David Macpherson     | 1. Runde        |